# Keratohyalin
Keratohyalin ist ein chemisch nicht genau definierte Mischung von über 39 Proteinen, die in Epithelzellen der Haut in Keratohyalin-Granula vorkommt.

## Eigenschaften
Keratohyalin wird bei der Verhornung in der Körner- (Stratum granulosum) und Stachelzellschicht (Stratum spinosum) von Epithelien in Form kleiner Körnchen (Granula) innerhalb der Zellen angesammelt. Keratohyalin enthält keine Sulfhydrylgruppen bzw. Disulfid-Brücken. Im Zuge der weiteren Verhornung wird es in Eleidin und schließlich zu Keratin umgewandelt.
Das Keratin wird in das Stratum lucidum befördert, weshalb diese Schicht als sehr dünner Strich erscheint. Es dient dem Schutz gegen Wasserverlust.